# لیگ برتر والیبال زنان ایران ۱۳۸۸
لیگ برتر والیبال زنان ایران ۱۳۸۸ نهمین دوره مسابقات والیبال لیگ برتر زنان و بالاترین سطح مسابقات باشگاهی والیبال زنان در ایران است که در۱۴ آبان‌ماه ۱۳۸۸ با حضور ۱۲ تیم آغاز شد و در ۲۱ اسفند ۱۳۸۸ به اتمام رسید. پس از انجام ۱۳۲ بازی تیم ذوب‌آهن اصفهان در این مسابقات به مقام قهرمانی رسید. به گزارش فدراسیون والیبال ایران تیم های پرسپولیس و نفت در این مسابقات به ترتیب دوم و سوم شد. به گزارش خبرگزاری مهر، تیم حجاب آمل به عنوان  تنها نماینده مازندران در رقابت های این فصل لیگ برتر والیبال بانوان باشگاه های کشور حضور داشت که توانست در نخستین سال حضورش در لیگ برتر والیبال بانوان باشگاه های کشور مقام سوم را به خود اختصاص دهد.

## رده‌بندی پایانی
| رتبه | تیم           | امتیاز                                       |
| ---- | ------------- | -------------------------------------------- |
| ۱    | ذوب‌آهن اصفهان | صعود به مسابقات قهرمانی باشگاه های زنان آسیا |
| ۲    | پرسپولیس      |                                              |
| ۳    | نفت           |                                              |
| ۳    | حجاب آمل      | ۴۰                                           |